# Norvège au Concours Eurovision de la chanson 1962
La Norvège a participé au Concours Eurovision de la chanson 1962, alors appelé le « Grand prix Eurovision de la chanson européenne 1962 », à Luxembourg-Ville, au grand-duché du Luxembourg. C'est la 3e participation norvégienne au Concours Eurovision de la chanson.
Le pays est représenté par la chanteuse Inger Jacobsen et la chanson Kom sol, kom regn, sélectionnées par la Norsk rikskringkasting au moyen de la finale nationale Melodi Grand Prix.

## Sélection

### Melodi Grand Prix 1962
Le radiodiffuseur norvégien, la Norsk rikskringkasting (NRK, « Société de radiodiffusion norvégienne »), organise l'édition 1962 du Melodi Grand Prix pour sélectionner l'artiste et la chanson représentant la Norvège au Concours Eurovision de la chanson 1962
Le Melodi Grand Prix 1962, présenté par Odd Grythe (en), a lieu le 18 février 1962 aux studios de la NRK à Oslo. Lors de la finale, chaque chanson est interprétée deux fois, la première avec un grand orchestre et la seconde avec un petit orchestre.
Les chansons sont toutes interprétées en norvégien, langue officielle de la Norvège.
Lors de cette sélection, c'est la chanson Kom sol, kom regn interprétée par Inger Jacobsen qui fut choisie, avec Øivind Bergh (en) comme chef d'orchestre.

#### Finale
| Ordre | 1er interprète  | 2e interprète  | Chanson                | Traduction                        | Points | Place |
| ----- | --------------- | -------------- | ---------------------- | --------------------------------- | ------ | ----- |
| 1     | Laila Dalse     | Anita Thallaug | Mormors spilledåse     | La boîte à musique de grand-mère  | 30     | 5     |
| 2     | Per Asplin (no) | Jan Høiland    | En gylden Buddha       | Un Boudha doré                    | 50     | 3     |
| 3     | Anita Thallaug  | Inger Jacobsen | Våre skal dagene vaere | Les jours devraient être notres   | 43     | 4     |
| 4     | Jan Høiland     | Per Asplin     | Casablanca             | –                                 | 63     | 2     |
| 5     | Inger Jacobsen  | Laila Dalse    | Kom sol, kom regn      | Vienne le soleil, vienne la pluie | 65     | 1     |

## À l'Eurovision
Chaque jury d'un pays attribue 3, 2 et 1 vote à ses 3 chansons préférées.

### Points attribués par la Norvège
| 3 points | France   |
| 2 points | Monaco   |
| 1 point  | Finlande |

### Points attribués à la Norvège
| 3 points | 2 points | 1 point |
| -------- | -------- | ------- |
|          | - France |         |

Inger Jacobsen interprète Kom sol, kom regn en 10e position, suivant la France et précédant la Suisse.
Au terme du vote final, la Norvège termine 10e, ex aequo avec le Danemark et la Suisse, sur les 16 pays participants, ayant reçu 2 points, provenant tous du jury français.